# Wbv Media
Die wbv Media (wbv), bis 2018 W. Bertelsmann Verlag, ist ein Medien- und Logistikunternehmen mit Sitz in Bielefeld. Neben Kommunikationsarbeit und Distribution tritt das Unternehmen als Wissenschafts- und Fachverlag auf.

## Geschichte
Der W. Bertelsmann Verlag wurde am 1. Oktober 1864 von Wilhelm Bertelsmann, Sohn des Gütersloher Verlegers Carl Bertelsmann, als Buch- und Steindruckerei „Gebrüder Bertelsmann“ in Bielefeld gegründet. Zu Beginn druckte das Unternehmen verschiedene Zeitungen wie den Allgemeinen Anzeiger für Bielefeld, Halle und Wiedenbrück, den Conservativen Volksfreund oder den Westfälischen Hausfreund. Wilhelm Bertelsmann war auch der Redakteur dieser Blätter. 1870 erwarb der Verlag die 2021 eingestellte Druckerei J. D. Küster.
Ab 1880 firmierte der Betrieb, der Behördenformulare erstellte, wozu auch der Ahnenpaß im Deutschen Reich gehörte, und verlegte unter dem Namen „Bertelsmann Buchdruckerei, W. Bertelsmann“. In den folgenden Jahrzehnten entwickelte sich der Bertelsmann Verlag vom Formularverlag zum Fachverlag und Mediendienstleister.
Seit 1993 führt W. Arndt Bertelsmann das Familienunternehmen in fünfter Generation als geschäftsführender Gesellschafter. Er führt die Marke wbv ein, die sowohl für W. Bertelsmann Verlag als auch für die thematische Ausrichtung auf Wirtschaft Bildung Verwaltung steht. 2014 feierte der wbv sein 150-jähriges Bestehen. Am 1. März 2018 änderte das Unternehmen seinen Namen in wbv Media. Der Geschäftsbereich wbv Publikation verlegt wissenschaftliche Literatur vor allem aus dem Bereich der  Sozialwissenschaften und Sozialforschung, Bildung, Beruf, Verwaltung und Recht. Einige Jahre bis zur Einstellung der Druckausgabe produzierte das Unternehmen auch das Deutschland Archiv im Auftrag der Bundeszentrale für politische Bildung.

## Hermann-Schmidt-Preis
1996 gründete der W. Bertelsmann Verlag gemeinsam mit dem Bundesinstitut für Berufsbildung (BIBB) den Verein „Innovative Berufsbildung e. V.“. Der Verein zeichnet jährlich innovative Projekte der beruflichen Bildung mit dem „Hermann-Schmidt-Preis“ aus. Namensgeber des Preises ist Hermann Schmidt, von 1977 bis 1997 Präsident des Bundesinstituts für Berufsbildung (BIBB).